# Jiří Konvalinka
Jiří Konvalinka (* 27. November 2004) ist ein tschechischer Nordischer Kombinierer.

## Werdegang
Konvalinka begann im Alter von drei Jahren mit dem Skisport. Zunächst startete er in der Jugend für den Ski Klub Harrachov, ehe er später zu Dukla Liberec wechselte. Seit 2016 nimmt er an Wettkämpfen des Weltskiverbandes FIS teil. Seine erste Podestplatzierung gelang ihm am 26. Januar 2019 als Zweiter im Rahmen des Youth Cups in Trondheim. Bei den Nordischen Skispielen der OPA 2019 in Kandersteg gewann Konvalinka Silber im Wettkampf der Schüler.
Mitte Januar 2020 nahm er an den Olympischen Jugend-Winterspielen in Lausanne teil und wurde beim Skisprung-Wettbewerb von der Normalschanze Elfter, im Mixed-Team Achter sowie beim disziplinübergreifenden Mixed-Team Zehnter. Bei den Nordischen Junioren-Skiweltmeisterschaften 2020 in Oberwiesenthal wurde er mit den Spezialspringern Zwölfter im Team. Den Staffelwettbewerb der Kombinierer beendete er auf dem zehnten Rang, zum Langlauf im Einzel trat Konvalinka nicht an. In der Saison 2020/21 gewann er im Januar in Harrachov erstmals ein Youth-Cup-Rennen. Daraufhin debütierte er am 23. Januar 2021 in Eisenerz im Continental Cup der Nordischen Kombination, verpasste aber die Punkteränge. Bei den Nordischen Junioren-Skiweltmeisterschaften 2021 in Lahti lief Konvalinka auf Rang 16 im Einzel und belegte mit dem Mixed-Team den zehnten Platz. Im August 2021 startete er erstmals im Grand Prix, der höchsten Wettkampfserie im Sommer.
Konvalinka gehörte in der Saison 2021/22 auf Juniorenebene zur internationalen Spitze. Er gewann je zwei Wettbewerbe im Alpencup und Youth Cup und gewann beim Europäischen Olympischen Winter-Jugendfestival Silber im Einzel. Zudem erreichte er regelmäßig die Punkteränge im Continental Cup. In der COC-Gesamtwertung belegte er Rang 42. Bei den Nordischen Junioren-Skiweltmeisterschaften 2022 in Zakopane wurde Konvalinka Zwölfter im Einzel nach der Gundersen-Methode, in der Staffel reichte es für den fünften Rang. Ein Jahr später erreichte er mit der Staffel bei den Nordischen Junioren-Skiweltmeisterschaften 2023 in Whistler erneut den fünften Platz, im Einzel wurde er Sechster. Konvalinka war bei den Nordischen Skiweltmeisterschaften 2023 in Planica Teil des tschechischen Aufgebots. Im Gundersen-Rennen von der Normalschanze belegte er Rang 34, im Einzel-Wettkampf von der Großschanze kam er als 28. ins Ziel. Gemeinsam mit Tomáš Portyk, Jan Vytrval und Ondřej Pažout wurde er Neunter in der Staffel. Wenige Wochen später gewann Konvalinka in Harrachov bei den Tschechischen Meisterschaften zum ersten Mal den Titel. Am letzten März-Wochenende war er erstmals Teil des tschechischen Weltcup-Kaders. Zunächst wurde er im Teamsprint mit Ondřej Pažout Dreizehnter. Bei seinem Debüt im Einzel belegte er den 28. Platz, womit er auf Anhieb Weltcuppunkte gewann.
Nach unter anderem sieben Siegen gewann Konvalinka in der Saison 2023/24 die Alpencup-Gesamtwertung. Zudem gelangen Konvalinka, der in diesem Winter im Springen seine Stärken hatte, mehrere Weltcuppunkte: In der Gesamtwertung belegte er Rang 57. Bei den Nordischen Junioren-Skiweltmeisterschaften 2024 in Planica lief Konvalinka auf den zehnten Platz im Einzel. Den Teamsprint mit Lukáš Doležal beendete das Duo als Fünfter. Im Sommer 2024 bereitete er sich gemeinsam mit der deutschen Nationalmannschaft auf die Saison vor. Im Winter 2024/25 gehörte er vom Saisonbeginn an zum tschechischen Weltcup-Aufgebot. Bereits beim Auftaktwochenende in Ruka erzielte er mit den Rängen 34 und 24 Punktgewinne. In den folgenden Wochen verpasste er die Top 40. Bei den Nordischen Skiweltmeisterschaften 2025 in Trondheim wurde er gemeinsam mit Tereza Koldovská, Jolana Hradilová und Jan Vytrval Letzter im Mixed-Team. Tags darauf belegte er im Compact-Rennen von der Normalschanze den 28. Platz. Das Gundersen-Rennen beendete er auf Rang 32.

## Privates
Konvalinkas Vater war ebenfalls Nordischer Kombinierer, seine jüngere Schwester Linda Konvalinková (* 2009) ist Biathletin. Konvalinka wuchs in Harrachov auf. Als Jugendlicher zog er nach Liberec, wo er das dortige Gymnasium besuchte. 2024 schloss er die Schule ab und begann ein Studium an der Technischen Universität Liberec.

## Statistik

### Platzierungen bei Weltmeisterschaften
| Jahr und Ort   | Wettbewerb | Wettbewerb | Wettbewerb | Wettbewerb |
| Jahr und Ort   | Einzel NS  | Einzel GS  | Team       | Mixed-Team |
| -------------- | ---------- | ---------- | ---------- | ---------- |
| 2023 Planica   | 34.        | 28.        | 09.        | —          |
| 2025 Trondheim | 28.        | 32.        | —          | 10.        |

### Weltcup-Platzierungen
| Saison  | Platz | Punkte |
| ------- | ----- | ------ |
| 2022/23 | 58.   | 06     |
| 2023/24 | 57.   | 23     |
| 2024/25 | 53.   | 49     |

### Continental-Cup-Platzierungen
| Saison  | Platz | Punkte |
| ------- | ----- | ------ |
| 2021/22 | 42.   | 76     |
| 2023/24 | 60.   | 50     |
| 2024/25 | 62.   | 72     |